# Hypogymnia pulchrilobata
Hypogymnia pulchrilobata är en lavart som först beskrevs av Bitter, och fick sitt nu gällande namn av Elix. Hypogymnia pulchrilobata ingår i släktet Hypogymnia och familjen Parmeliaceae.   Inga underarter finns listade i Catalogue of Life.